# Milano–Sanremo

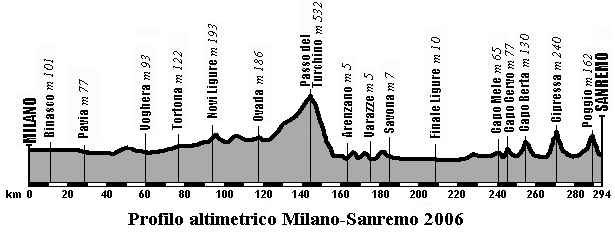
Loppets profil under 2000-talet.

Milano–Sanremo (inte att förväxla med Milano-Turin) är ett endagslopp i landsvägscykling som hade premiär 1907. Det avgörs i mars mellan städerna Milano och Sanremo i nordvästra Italien. Det är ett av de fem så kallade Monumenten, och tillhör vårklassikerna. Det är med sina nästan 300 km det längsta endagsloppet i modern tid. När Challenge Desgrange-Colombo instiftades 1948 var Milano–Sanremo en av de nio ingående tävlingarna och följde sedan med till de efterföljande "världscuperna" Super Prestige Pernod (1959–1987), UCI World Cup (1989–2004) och UCI ProTour (2005–2007), varefter UCI och de stora tävlingsarrangörena splittrades, men enades igen 2011 och sedan dess har Milano–Sanremo ingått i UCI World Tour.
Loppet passar bra för spurtare även om backarna Poggio di Sanremo (1960) och Cipressa {1982) har lagts till för att göra tävlingen mer utslagsgivande. Trots detta har det på senare år mest varit rena spurtare som vunnit vilket givit upphov till spekulationer om att det ska inkluderas ytterligare stigningar i loppet.
Loppet brukar kallas "la Primavera" ("våren") eller "la Classicissima".
2020 förlades tävlingen för första gången till oktober på grund av covid-19-pandemin som drabbade Italien extremt svårt under våren.
Ett damlopp, Primavera Rosa, som ingick i UCI Women Road World Cup kördes från 1999 till 2005 under samma dag som herrarnas Milano–Sanremo. Det var 118 km långt med start i Varazze och mål i Sanremo. Detta lopp återuppstod 2025 som Milano–Sanremo Donne ingående i UCI Women's WorldTour och kördes från Genua till Sanremo (156 km).

## Historia
Den första tävlingen kördes 1907 och vinnaren av tävlingen var den argentinsk-franska cyklisten Lucien Petit-Breton. Tävlingen organiserades av den italienska sporttidningen La Gazzetta dello Sport. Eugenio Costamagna, som hade huvudansvaret för tävlingen, planerade tävlingen men visste inte om den egentligen var fysiskt igenomförbar. Den italienska cyklisten Giovanni Gerbi, som hade vunnit Lombardiet runt 1905, fick testa att cykla banan tillsammans med några träningskamrater och slutsatsen blev att tävlingen skulle bli av. Lucien Petit-Breton hade precis vunnit Paris-Tours och han blev inbjuden med sitt stall Bianchi, för vilka också Gerbi tävlade, men det var Petit-Breton som segrade tävlingen.
Belgaren Eddy Merckx vann Milano–Sanremo sju gånger under sin karriär, medan italienaren Costante Girardengo vann den sex gånger. Tysken Erik Zabel vann tävlingen fyra gånger och var på väg att ta en femte seger i tävlingen, han började dock göra sin målgest för tidigt och spanjoren Óscar Freire kunde därför ta segern ifrån honom. Även Gino Bartali vann tävlingen fyra gånger under sin karriär. Fausto Coppi och Roger De Vlaeminck vann båda tävlingen två gånger.
I början av tävlingens historia var den största svårigheten berget Passo del Turchino, men när de professionella cyklisterna började tävla i Milano–Sanremo tog organisatörerna bort stigningen då den låg långt från mållinjen. 1960 blev stigningen Poggio di Sanremo introducerad i bansträckningen, bara några kilometer från mållinjen. Stigningen Cipressa blev del av tävlingen 1982. Tävlingen innehåller också stigningarna Capo Mele, Capo Berta och Capo Cervo. Trots bergen brukar tävlingen sluta i en masspurt, men många cyklister tappar också bort sina vinstchanser i bergen.
Laurent Jalabert och Maurizio Fondriest har båda vunnit tävlingen genom att attackera i bergen och sedan hållit sig ifrån klungan till mållinjen. Under tävlingen 2003 attackerade ett flertal cyklister i bergen och de höll till mål, där italienaren Paolo Bettini var snabbast i spurten. Filippo Pozzato och Alessandro Ballan attackerade under 2006 på sista stigningen och Pozzato vann tävlingen.

## Segrare – herrar
- 1907 –  Lucien Petit-Breton (FRA)
- 1908 –  Cyrille Van Hauwaert (BEL)
- 1909 –  Luigi Ganna (ITA)
- 1910 –  Eugène Christophe (FRA)
- 1911 –  Gustave Garrigou (FRA)
- 1912 –  Henri Pélissier (FRA)
- 1913 –  Odile Defraye (BEL)
- 1914 –  Ugo Agostoni (ITA)
- 1915 –  Ezio Corlaita (ITA)
- 1916 – inställt
- 1917 –  Gaetano Belloni (ITA)
- 1918 –  Costante Girardengo (ITA)
- 1919 –  Angelo Gremo (ITA)
- 1920 –  Gaetano Belloni (ITA)
- 1921 –  Costante Girardengo (ITA)
- 1922 –  Giovanni Brunero (ITA)
- 1923 –  Costante Girardengo (ITA)
- 1924 –  Pietro Linari (ITA)
- 1925 –  Costante Girardengo (ITA)
- 1926 –  Costante Girardengo (ITA)
- 1927 –  Costante Girardengo (ITA)
- 1928 –  Pietro Chesi (ITA)
- 1929 –  Alfredo Binda (ITA)
- 1930 –  Michele Mara (ITA)
- 1931 –  Alfredo Binda (ITA)
- 1932 –  Alfredo Bovet (ITA)
- 1933 –  Learco Guerra (ITA)
- 1934 –  Joseph Demuysere (BEL)
- 1935 –  Giuseppe Olmo (ITA)
- 1936 –  Angelo Varetto (ITA)
- 1937 –  Cesare Del Cancia (ITA)
- 1938 –  Giuseppe Olmo (ITA)
- 1939 –  Gino Bartali (ITA)
- 1940 –  Gino Bartali (ITA)
- 1941 –  Pierino Favalli (ITA)
- 1942 –  Adolfo Leoni (ITA)
- 1943 –  Cino Cinelli (ITA)
- 1944–1945 inställt
- 1946 –  Fausto Coppi (ITA)
- 1947 –  Gino Bartali (ITA)
- 1948 –  Fausto Coppi (ITA)
- 1949 –  Fausto Coppi (ITA)
- 1950 –  Gino Bartali (ITA)
- 1951 –  Louison Bobet (FRA)
- 1952 –  Loretto Petrucci (ITA)
- 1953 –  Loretto Petrucci (ITA)
- 1954 –  Rik Van Steenbergen (BEL)
- 1955 –  Germain Derycke (BEL)
- 1956 –  Fred De Bruyne (BEL)
- 1957 –  Miguel Poblet (ESP)
- 1958 –  Rik Van Looy (BEL)
- 1959 –  Miguel Poblet (ESP)
- 1960 –  René Privat (FRA)
- 1961 –  Raymond Poulidor (FRA)
- 1962 –  Emile Daems (BEL)
- 1963 –  Joseph Groussard (FRA)
- 1964 –  Tom Simpson (GBR)
- 1965 –  Arie den Hartog (NED)
- 1966 –  Eddy Merckx (BEL)
- 1967 –  Eddy Merckx (BEL)
- 1968 –  Rudi Altig (GER)
- 1969 –  Eddy Merckx (BEL)
- 1970 –  Michele Dancelli (ITA)
- 1971 –  Eddy Merckx (BEL)
- 1972 –  Eddy Merckx (BEL)
- 1973 –  Roger De Vlaeminck (BEL)
- 1974 –  Felice Gimondi (ITA)
- 1975 –  Eddy Merckx (BEL)
- 1976 –  Eddy Merckx (BEL)
- 1977 –  Jan Raas (NED)
- 1978 –  Roger De Vlaeminck (BEL)
- 1979 –  Roger De Vlaeminck (BEL)
- 1980 –  Pierino Gavazzi (ITA)
- 1981 –  Fons De Wolf (BEL)
- 1982 –  Marc Gomez (FRA)
- 1983 –  Giuseppe Saronni (ITA)
- 1984 –  Francesco Moser (ITA)
- 1985 –  Hennie Kuiper (NED)
- 1986 –  Sean Kelly (IRL)
- 1987 –  Erich Mächler (SUI)
- 1988 –  Laurent Fignon (FRA)
- 1989 –  Laurent Fignon (FRA)
- 1990 –  Gianni Bugno (ITA)
- 1991 –  Claudio Chiappucci (ITA)
- 1992 –  Sean Kelly (IRL)
- 1993 –  Maurizio Fondriest (ITA)
- 1994 –  Giorgio Furlan (ITA)
- 1995 –  Laurent Jalabert (FRA)
- 1996 –  Gabriele Colombo (ITA)
- 1997 –  Erik Zabel (GER)
- 1998 –  Erik Zabel (GER)
- 1999 –  Andrei Tchmil (BEL)
- 2000 –  Erik Zabel (GER)
- 2001 –  Erik Zabel (GER)
- 2002 –  Mario Cipollini (ITA)
- 2003 –  Paolo Bettini (ITA)
- 2004 –  Oscar Freire (ESP)
- 2005 –  Alessandro Petacchi (ITA)
- 2006 –  Filippo Pozzato (ITA)
- 2007 –  Oscar Freire (ESP)
- 2008 –  Fabian Cancellara (SUI)
- 2009 –  Mark Cavendish (GBR)
- 2010 –  Oscar Freire (ESP)
- 2011 –  Matthew Goss (AUS)
- 2012 –  Simon Gerrans (AUS)
- 2013 –  Gerald Ciolek (GER)
- 2014 –  Alexander Kristoff (NOR)
- 2015 –  John Degenkolb (GER)
- 2016 –  Arnaud Démare (FRA)[2]
- 2017 –  Michał Kwiatkowski (POL)
- 2018 –  Vincenzo Nibali (ITA)
- 2019 –  Julian Alaphilippe (FRA)
- 2020 –  Wout van Aert (BEL)
- 2021 –  Jasper Stuyven (BEL)
- 2022 –  Matej Mohorič (SLO)
- 2023 –  Mathieu van der Poel (NED)
- 2024 –  Jasper Philipsen (BEL)
- 2025 –  Mathieu van der Poel

## Segrare – damer

### Primavera Rosa
- 1999 –  Sara Felloni (ITA)
- 2000 –  Diana Žiliūtė (LTU)
- 2001 –  Susanne Ljungskog (SWE)
- 2002 –  Mirjam Melchers (NED)
- 2003 –  Zulfia Zabirova (RUS)
- 2004 –  Zulfia Zabirova (RUS)
- 2005 –  Trixi Worrack (GER)

### Milano–Sanremo Donne
- 2025 –  Lorena Wiebes

## Bilder

Bansträckningen 2015 (293 km).
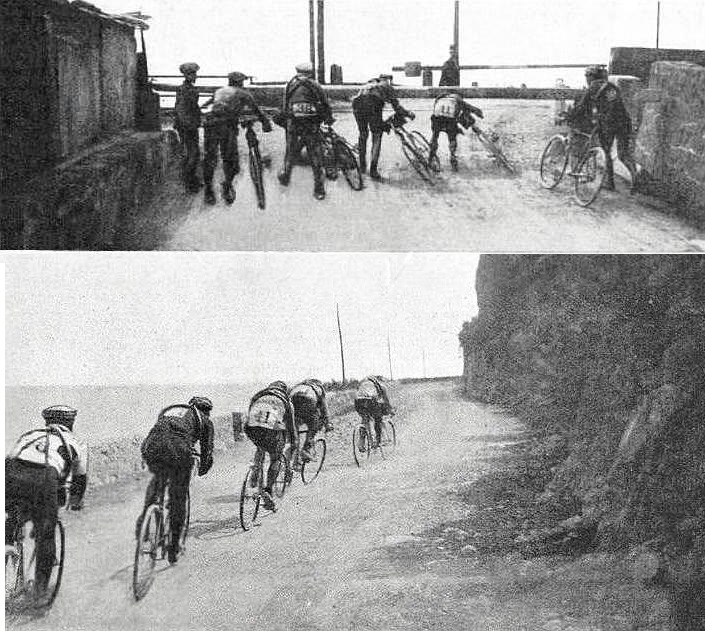
Foto från 1914 års Milano–San Remo. Överst: Cyklister som korsar en stängd järnvägsövergång. Nederst: Ledargruppen når Liguriska havet i Voltri.
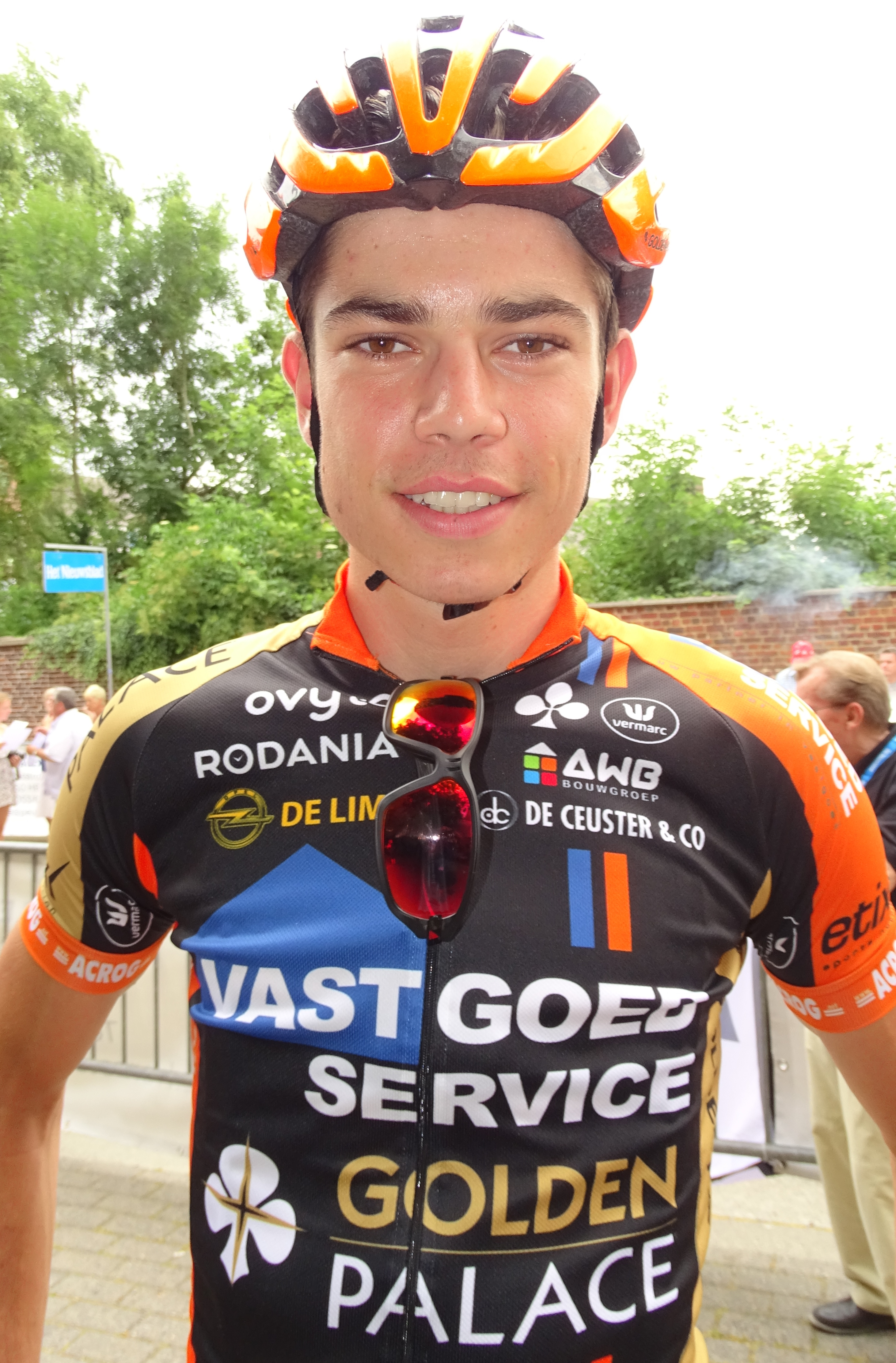
2020 års vinnare Wout van Aert (bild från 2015).
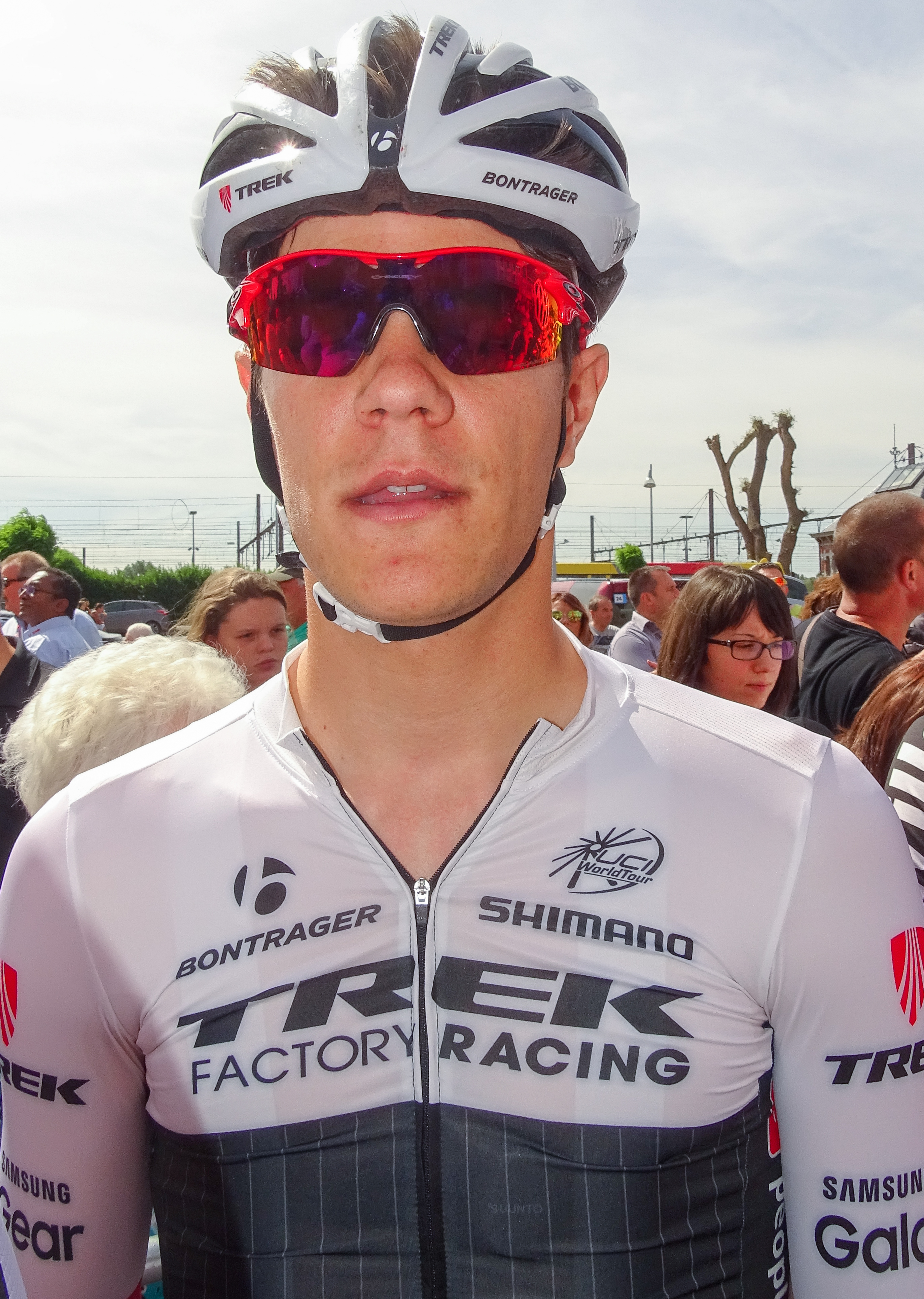
2021 års vinnare Jasper Stuyven (bild från 2015).
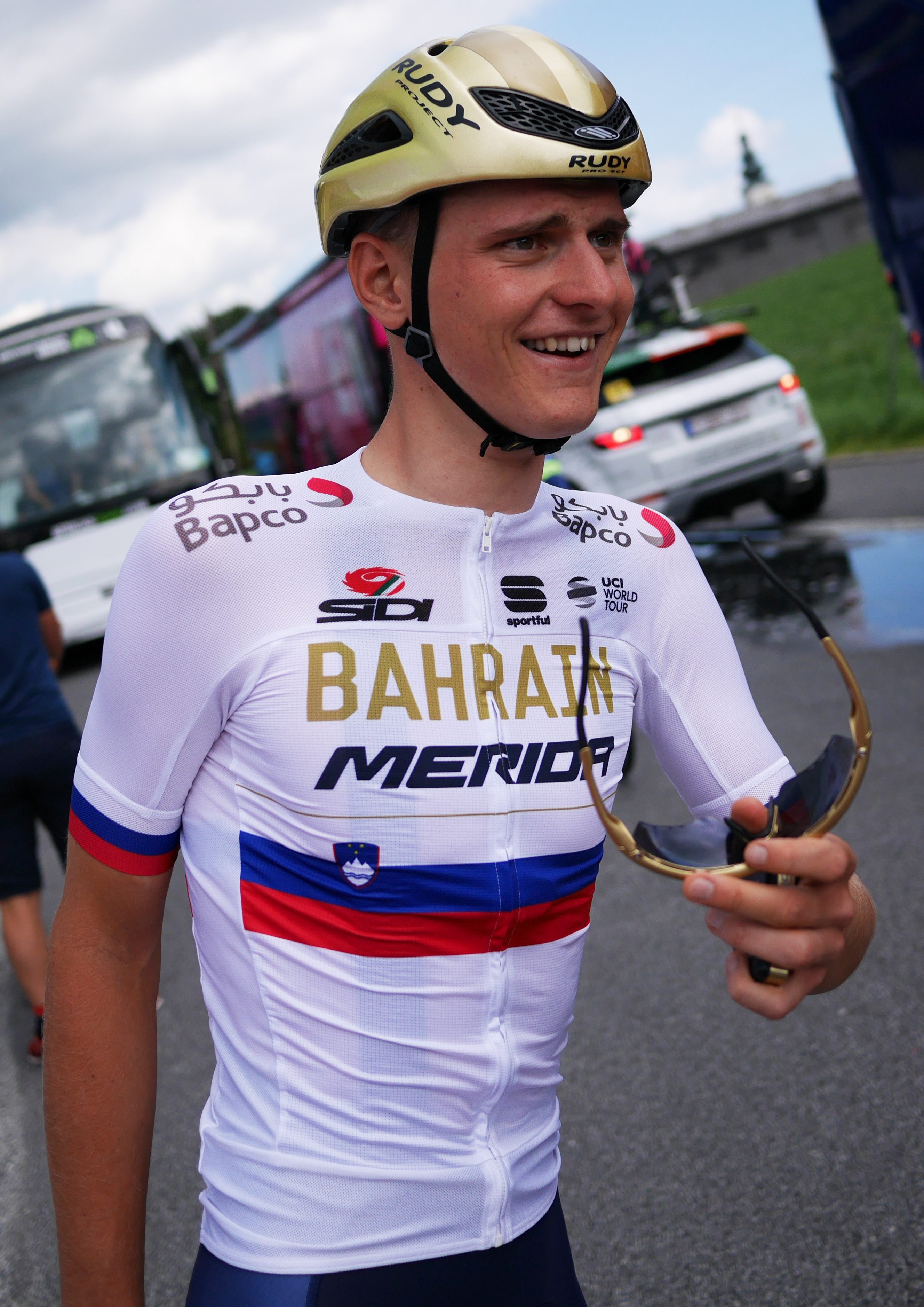
2022 års vinnare Matej Mohorič (bild från 2018).